# Syllectra congemmalis
Syllectra congemmalis là một loài bướm đêm trong họ Erebidae.